# Tűzoltó hab

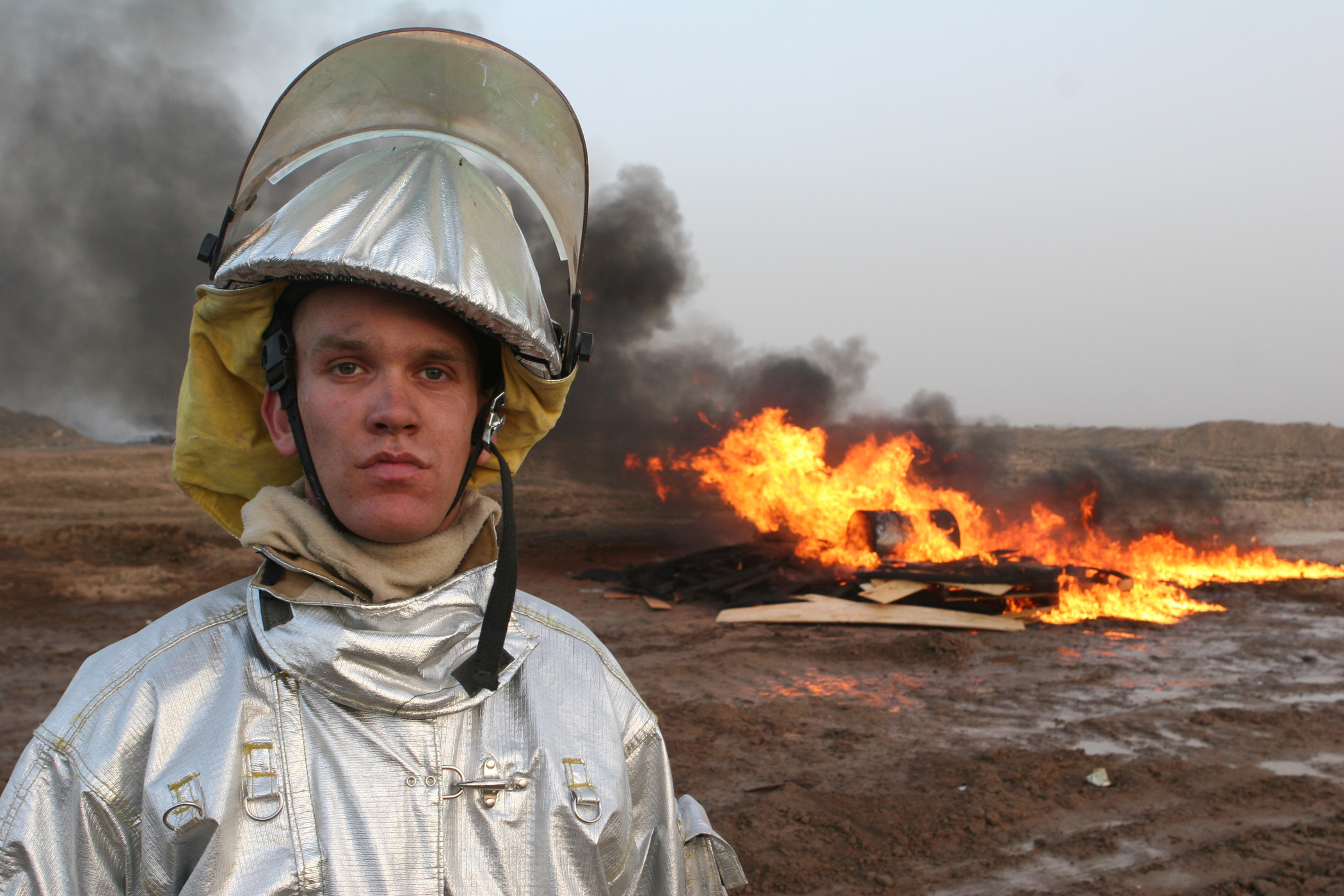

A tűzoltó habot tűz eloltására tűzoltók használják. Megakadályozza, hogy egy tárgy oxigénnel lépjen kémiai kölcsönhatásba, elnyomja az égést. A tűzoltó habot egy orosz mérnök és kémikus, Alexander Loran találta fel 1902-ben.
A benne használt felületaktív anyag egy százaléknál kisebb  koncentrációban habot képez. A tűzoltó habok további összetevői: szerves oldószerek, habstabilizátor, korróziógátló.
Az 1940-es években Julian Percy Lavon fejlesztette tovább az eredeti habot. Az 1970-es években feltalálták az alkoholnak ellenálló tűzoltó habot, ez egy szintetikus hab.

## Fordítás
- Ez a szócikk részben vagy egészben  a   Firefighting foam című angol Wikipédia-szócikk fordításán alapul.  Az eredeti cikk szerkesztőit annak laptörténete sorolja fel. Ez a jelzés csupán a megfogalmazás eredetét és a szerzői jogokat jelzi, nem szolgál a cikkben szereplő információk forrásmegjelöléseként.